# «Нудяр» від Мікеланджело
«„Нудяр“ від Мікеланджело» (італ. Importuno di Michelangelo) — профіль голови людини, вирізьблений на фасаді Палаццо Веккйо у Флоренції. 2020 року Адріано Марінаццо (італ. Adriano Marinazzo) висловив припущення, що автором міг бути італійський скульптор і художник Мікеланджело Буонарроті. Цю гіпотезу опублікував італійський мистецький журнал «Art e Dossier».

## Історія та легенди

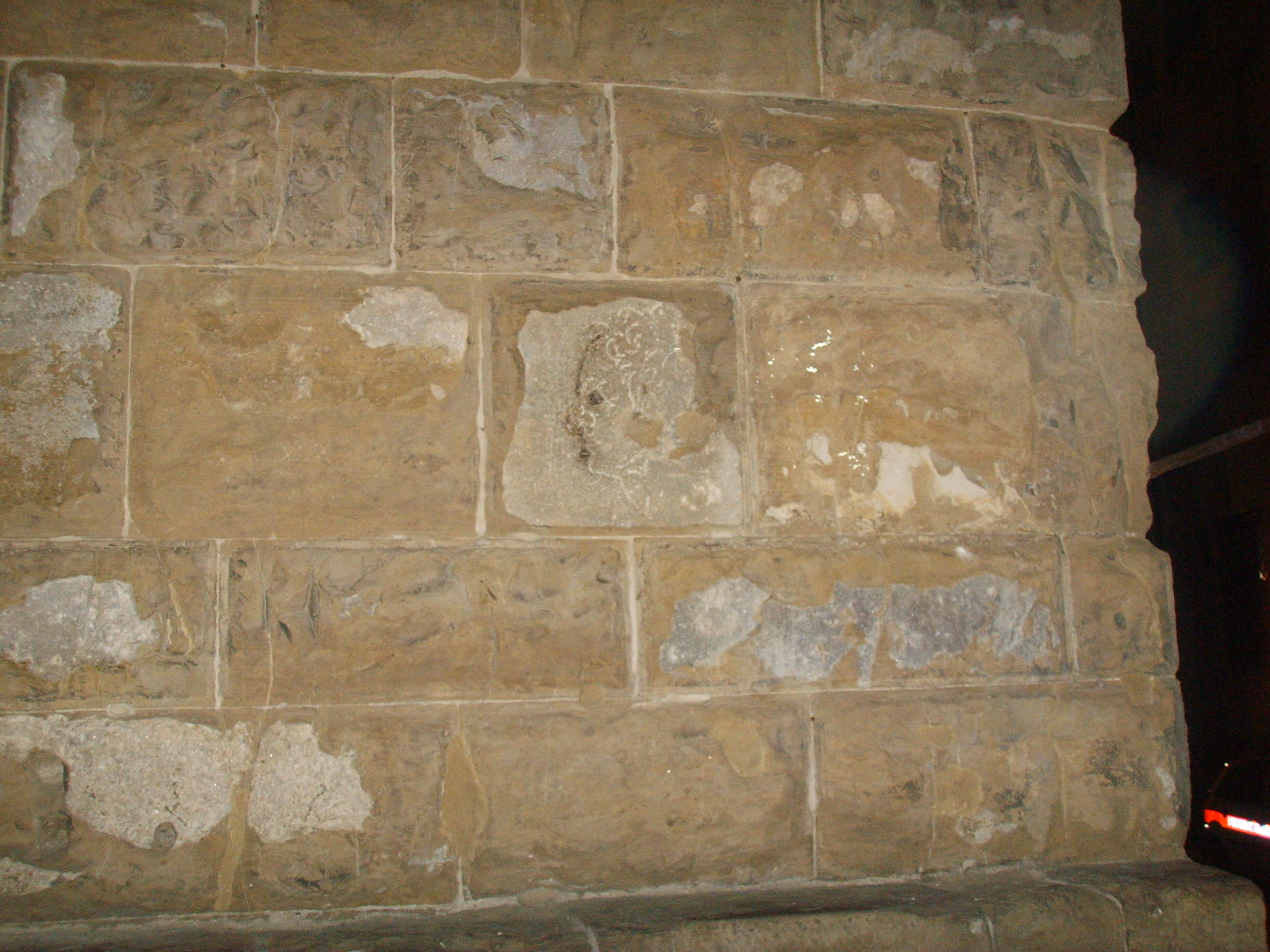
Вид на фасад Палаццо Веккйо

Профіль розташований у нижній частині будівлі, що виходить на площу Синьйорії, ближче до рогу, позаду скульптурної групи «Геркулес вбиває Какуса» Баччо Бандінеллі. Причина появи цього профілю невідома.
Стара популярна легенда пов'язує його з митцем Мікеланджело, який нібито вирізьбив його, щоб висміяти когось, кого він вважав неприємним, набридливим (звідси назва «Importuno di Michelangelo» — «„Нудяр“ від Мікеланджело»). За однією версією це була людина, що постійно набридала Мікеланджело, коли той проходив площу Синьйорії, і одного разу Мікеланджело змушений був затриматися біля цього нудяра довше, ніж зазвичай, тож, щоб розважитися, від вирізьбив профіль цієї людини на фасаді палаццо Веккйо не оглядаючись. Інша версія каже, що це був профіль людини засудженої на страту, яку Мікеланджело побачив на площі, і без паперу під рукою, вирішив вирізьбити на будівлі.

## Гіпотеза про атрибуцію

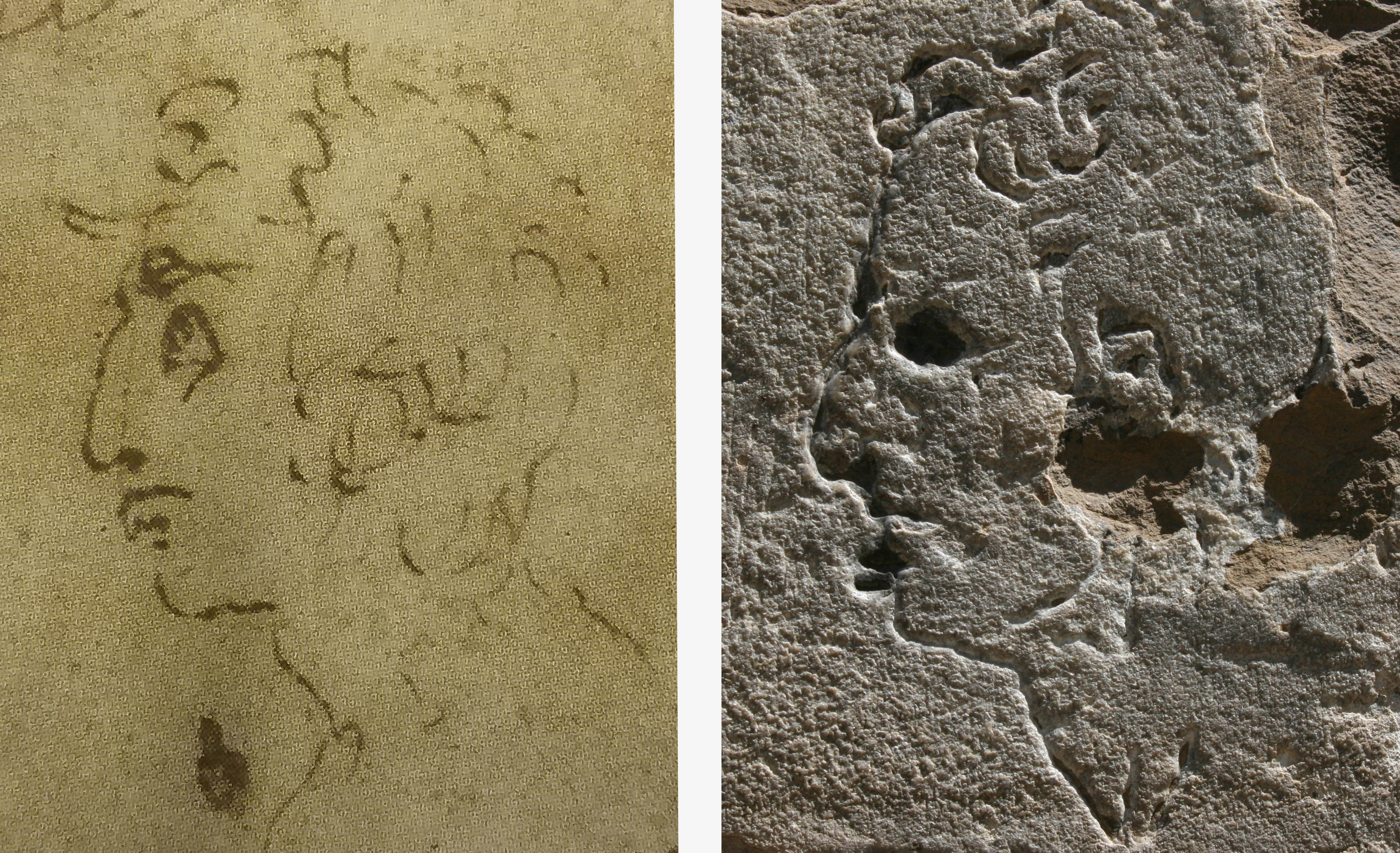
Мальований профіль з Лувру та скульптурний профіль Палаццо Веккйо. Порівняння Адріано Марінаццо

Гіпотеза Адріано Марінаццо про можливу причетність Мікеланджело до створення профілю Палаццо Веккйо базується на значній схожості останнього з профілем, намальованим Мікеланджело на початку XVI століття, який зараз зберігається у Луврі (Департамент графічного мистецтва). Профіль на Палаццо, ймовірно, вирізьбили з дозволу міської влади, адже фасад Палаццо Веккйо постійно охоронявся. Тож його автор мав користуватися певною повагою та свободою дій.
Скульптурний стиль профілю відповідає стилю профілів голів, які Мікеланджело малював протягом перших років XVI століття. Отже, профіль Палаццо Веккйо також слід датувати початком XVI століття; його виконання збігається з розміщенням у 1504 році «Давида» Мікеланджело ліворуч від входу до Палаццо Веккйо.

## Реакція
Ця гіпотеза негайно привернула увагу вчених і міжнародних ЗМІ. «Волл-стріт джорнел» опублікував цю новину на першій сторінці, адже «атрибуція нового твору Мікеланджело була б важливою, особливо якщо той ховався на виду». Подальші статті були опубліковані в «Ле фігаро», «Дейлі телеграф», «Die Presse», «Smithsonian Magazine», «Artnet News» тощо.

## Виноски
1. 1 2  Marinazzo, Adriano (2020). Una nuova possible attribuzione a Michelangelo. Il Volto Misterioso. Art e Dossier. 379: 76—81. ISSN 0394-0179.
2. ↑  ALESSANDRI, NORMA (14 грудня 2015). Il ritratto nascosto di Michelangelo sulla facciata di Palazzo Vecchio. La Nazione (італ.). Процитовано 3 січня 2021.
3. ↑  The Legend Behind Michelangelo's Graffiti. ITALY Magazine (англ.). Процитовано 3 січня 2021.
4. ↑  Crow, Kelly (13 листопада 2020). Was Michelangelo a Renaissance Banksy?. Wall Street Journal (амер.). ISSN 0099-9660. Процитовано 2 січня 2021.
5. ↑  La leggenda (італ.). curiositadifirenze.blogspot.com. 11.02.2011.
6. ↑  The Importuno by Michelangelo, Palazzo Vecchio (англ.). borghiditoscana.net.
7. ↑  Articolo di giornale che riporta entrambe le versioni della leggenda.
8. ↑  Припущення, що це міг бути портрет Ґраначчі базується на тому, що окрім схожості, тільки дійсно відомий скульптор міг отримати дозвіл зробити це, а також, п'єтрафорте (пісковик, який використовувався для розбудови середньовічної Флоренції) є складним матеріалом для скульптури, тож потребував майстерності
9. ↑  Pdf dell'articolo.
10. 1 2  Davis-Marks, Isis. Did Michelangelo Carve a Graffiti Portrait Into This Florentine Facade?. Smithsonian Magazine (англ.). Процитовано 2 січня 2021.
11. ↑  Crow, Kelly (13 листопада 2020). Was Michelangelo a Renaissance Banksy?. Wall Street Journal (амер.). ISSN 0099-9660. Процитовано 2 січня 2021.
12. ↑  Avant Banksy et Invader, Michel-Ange pionnier du street art dans les rues de Florence. LEFIGARO (фр.). Процитовано 2 січня 2021.
13. ↑  Squires, Nick (23 листопада 2020). Mysterious Florence graffiti was carved by Michelangelo, historian claims. The Telegraph (брит.). ISSN 0307-1235. Процитовано 2 січня 2021.
14. ↑  Gaulhofer, 26 11 2020 um 06:47 von Karl (26 листопада 2020). War Michelangelo ein Pionier der Street Art?. Die Presse (нім.). Процитовано 2 січня 2021.
15. ↑  Tourists Pass This Enigmatic Portrait in Florence Every Day. Now a Scholar Says It Was Probably Carved by Michelangelo Himself. artnet News (амер.). 13 листопада 2020. Процитовано 2 січня 2021.
16. ↑  Keener, Katherine (16 листопада 2020). Curator’s discover sheds new light on “Michelangelo’s Graffiti” at the Palazzo Vecchio. Art Critique (амер.). Процитовано 31 січня 2021.
17. ↑  Michel-Ange est-il l'auteur d'un portrait gravé sur le Palazzo Vecchio à Florence ?. Connaissance des Arts (фр.). 17 листопада 2020. Процитовано 31 січня 2021.